# فهرست جانداران زنده آکواریومی

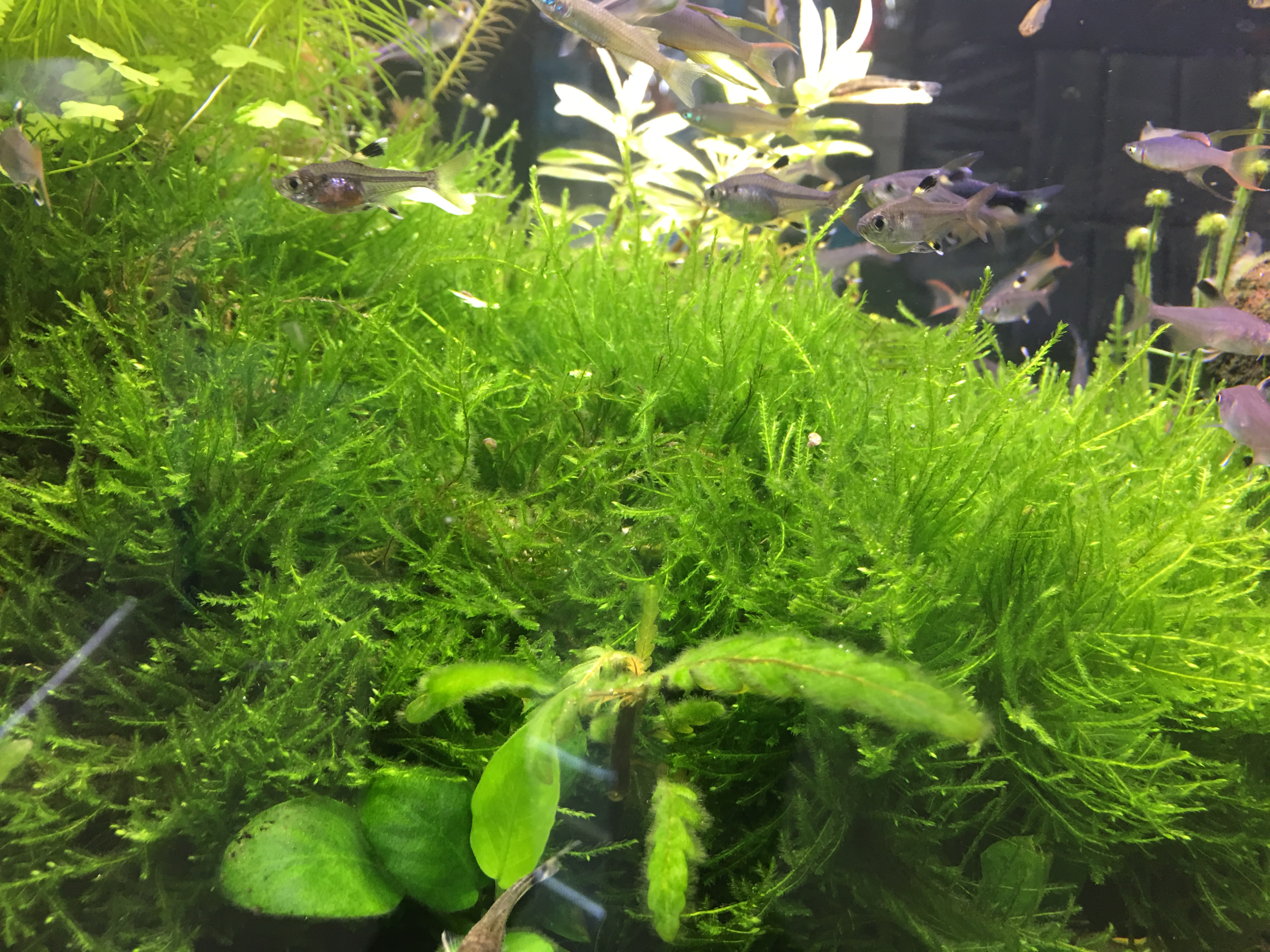
آکواریوم آب شیرین

فهرست جانداران زنده آکواریومی شامل فهرستی از ماهیان، دوزیستان، بی‌مهرگان و گیاهان در آکواریوم‌های آب شیرین، شور و دریایی است. در پرورش ماهی، گونه‌های مناسب ماهیان آکواریومی، گیاهان و دیگر جانداران زنده با اندازه، ترکیب شیمیایی آب و دمای آکواریوم متفاوت است.
این فهرست‌ها شامل:
- فهرست گونه‌های ماهی‌های آکواریومی لب شور
- فهرست گونه‌های دوزیستان آکواریوم آب شیرین
- فهرست گونه‌های ماهیان آکواریومی آب شیرین
- فهرست گونه‌های بی‌مهرگان آکواریومی آب شیرین
- فهرست گونه‌های گیاهان آکواریومی آب شیرین
- فهرست گونه‌های ماهیان آکواریومی دریایی
- فهرست گونه‌های بی‌مهرگان آکواریومی دریایی